# Ulica Tadeusza Kościuszki w Sopocie

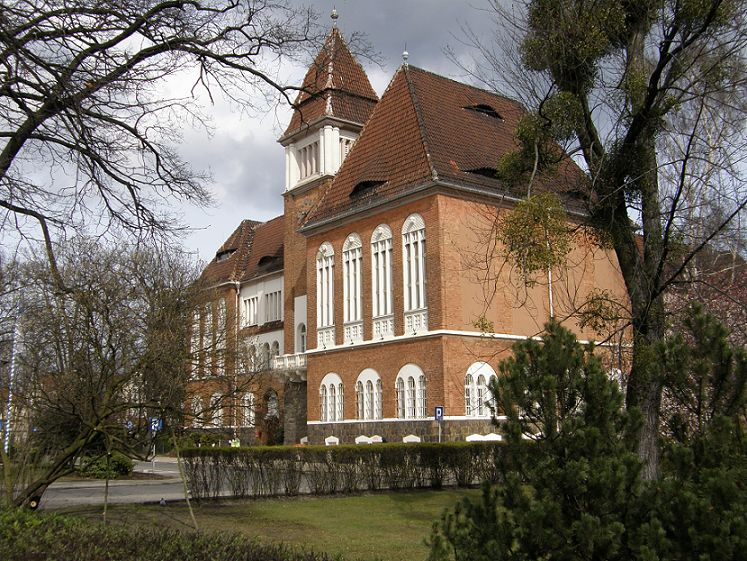
Budynek Ratusza, najbardziej charakterystycznego obiektu przy ul. Kościuszki

Ulica Tadeusza Kościuszki (Schulstrasse, Mackensenallee) – ulica o długości 850 m w centrum Sopotu, pomiędzy Pl. Konstytucji 3 Maja i ul. 3 Maja.

## Przebieg ulicy
Jedna z najstarszych dróg w Sopocie, która łączyła od XVI w. główny rynek miasta z młynem w Karlikowem. Po 1870 otrzymała urzędową nazwę Schulstrasse (ul. Szkolna) i nosiła ją do 1934, następnie do 1945 Mackensenallee (al. Mackensena). Zabudowana po obu stronach głównie budynkami użytelności publicznej, mieszkalnymi, rezydencjami, wybudowanymi pomiędzy XVI a początkiem XX w. 

## Zabytki i inne obiekty
- Kościół św. Jerzego w Sopocie z 1901, formalnie zlokalizowany przy Placu Konstytucji 3 Maja 2
- Dwór Francuski, Dwór Szwedzki, Dwór XI (nr. 1)
- Urząd Pocztowy Sopot 1 z 1903 (nr. 2)
- Najwęższe domy Sopotu (nr. 3a i 11a)[1]
- Dom Kińskiego (nr. 10), miejsce urodzenia Klausa Kinskiego[2]
- Hotel Pomorski Dwór (nr. 12), obecnie nie istnieje
- Dworzec PKP z 2015 (nr. 14)
- Kościół Gwiazda Morza z 1902 (nr. 19)
- Ratusz z 1911 (nr. 25-27)
- Willa Herbstów z 1896 (nr. 29)
- Willa Władysława Piotrowskiego z 1892 (nr. 41)
- Parafia Ewangelicko-Augsburska w Sopocie (nr. 51)
- Dom Młynarza z 1800 (nr. 63)
- Dom Tiburtius z ok. 1907 (nr. 64), obecnie Hotel Belfer